# Área basal
A área basal é a base protética onde se adapta a prótese total, e é composto por osso alveolar, recoberto por membrana, mucosa e sub-mucosa.